# Julio Ubiña
Julio Ubiña (Santander, 1921-Barcelona, 1988) fue un fotógrafo español, afincado en Barcelona.

## Biografía
Nacido en Santander en 1921, se trasladó con quince años a Barcelona con toda su familia con motivo del inició de la guerra civil española. Inició diversos estudios en la Universidad de Barcelona: derecho, química e ingeniería pero no los terminó ya que se dedicó a la fotografía por la que sintió un gran interés. En 1957, cuando Oriol Maspons regresó de Francia se asoció con él y trabajaron en equipo para las principales revistas y publicaciones de la época como La gaceta ilustrada. Fruto de esa colaboración fue la ilustración de los libros: El toreo de salón con texto de Camilo José Cela y Poeta en Nueva York con poemas de Federico García Lorca. 
Participó en las actividades y publicaciones de Afal, como miembro destacado del Grupo. Realizó diversos reportajes fotográficos para revistas como Stern y Paris Match, entre ellos los más conocidos fueron los que trataron sobre el Congo, Jordania, Angola y el viaje de Pablo VI a tierra santa. Otro reportaje destacado es el que realizó a Ernest Hemingway.
En 1956 publicó algunas de sus fotos en la revista AFAL,  en ellas presentaba un renovador estilo de reportaje gráfico caracterizado por ser muy directo y comunicativo.
En 1958 se asoció con su amigo el fotógrafo Oriol Maspons.
En 1964 ingresó en la Agrupación Fotográfica de Cataluña y desde 1970 se dedicó principalmente al cine y la televisión.
En las últimas etapas de su trayectoria fotográfica realizó fotografías de personas en movimiento que denominaba como "espectros".